# Jaworowo-Jastrzębie
Jaworowo-Jastrzębie (prononciation : [javɔˈrɔvɔ jasˈtʂɛmbjɛ]) est un village polonais de la gmina de Zawidz dans le powiat de Sierpc de la voïvodie de Mazovie dans le centre-est de la Pologne.
Il se situe à environ 7 kilomètres au nord-est de Zawidz (siège de la gmina), 18 kilomètres à l'est de Sierpc (siège de le powiat) et à 103 kilomètres au nord-ouest de Varsovie (capitale de la Pologne).
Le village comptait approximativement une population de 80 habitants en 2006.

## Histoire
De 1975 à 1998, le village appartenait administrativement à la voïvodie de Płock.

Depuis 1999, il appartient administrativement à la voïvodie de Mazovie